# Chlorure d'asoxime
Le chlorure d'asoxime, ou HI-6, est une oxime utilisée conjointement avec l'atropine dans le traitement de certains empoisonnements aux organophosphorés, comme des pesticides ou des agents innervants de la « série G » (tabun, sarin, soman) et de la « série V » (VR, VX). Sa structure contient un résidu d'isonicotinamide  et un autre d'oxime de nicotinamide liés par un pont éther. L'asoxime est utilisée généralement sous forme de dichlorure (2 Cl−), mais également sous forme de dimésylate (2 CH3SO3−). Elle peut être administrée en complément du diazépam pour traiter les convulsions résultant d'une exposition aux insecticides ou aux agent innervants organophosphorés.
L'asoxime présente également une certaine efficacité sur la souris contre le stress oxydant consécutif à une exposition au gaz moutarde (ypérite) et aux rayonnements ionisants.